# So Far Away (chanson de Martin Garrix)
Pour les articles homonymes, voir So Far Away.
Singles par Martin Garrix
Forever
(2017)
Singles par David Guetta
2U
(2017) Dirty Sexy Money
(2017)
So Far Away est une chanson du DJ Martin Garrix. Le titre est sorti le 1er décembre 2017 en téléchargement numérique sur iTunes. La chanson est écrite par David Guetta et Martin Garrix.

## Liste du format et édition
| 1. | So Far Away (avec David Guetta feat Jamie Scott & Romy Dya) | 3:03 |

| 1. | So Far Away (Blinders Remix)     | 3:16 |
| 2. | So Far Away (Nicky Romero Remix) | 5:42 |
| 3. | So Far Away (BLR Remix)          | 3:03 |
| 4. | So Far Away (TV Noise Remix)     | 3:00 |
| 5. | So Far Away (CLiQ Remix)         | 3:33 |
| 6. | So Far Away (CLiQ Dub Remix)     | 5:44 |

| 1. | So Far Away (CMC$ Remix)          | 2:46 |
| 2. | So Far Away (Codes Remix)         | 4:01 |
| 3. | So Far Away (Curbi Remix)         | 3:29 |
| 4. | So Far Away (Bad Decisions Remix) | 4:06 |
| 5. | So Far Away (Osrin Remix)         | 3:20 |

## Classement hebdomadaire
| Classement (2017)             | Meilleure position |
| ----------------------------- | ------------------ |
| Pays-Bas (Nederlandse Top 40) | 15                 |
| Autriche (Ö3 Austria Top 40)  | 27                 |
| France (SNEP)                 | 83                 |
| Allemagne (Media Control AG)  | 10                 |